# Mustafa Dağıstanlı
Mustafa Dağıstanlı (* 11. April 1931 in Söğütpınar bei Samsun; † 18. September 2022 in Antalya) war ein türkischer Ringer. Er war zweifacher Olympiasieger 1956 und 1960 sowie dreifacher Weltmeister im freien Stil im Bantam- bzw. Federgewicht.

## Werdegang
Mustafa Dağıstanlı begann im Alter von 18 Jahren mit dem Ringen, nachdem er schon vorher viele Jahre den türkischen Öl-Ringkampf betrieben hatte. Er entwickelte sich zu einem der besten Freistilringer der Welt in den 1950er Jahren, der aber auch den griech.-röm. Stil hervorragend beherrschte. 1952 verpasste er noch knapp die Qualifikation für die Olympischen Spiele in Helsinki. 1953 stand er aber schon in der türkischen Ringernationalstaffel, die zu zwei Länderkämpfen in Schweden weilte. Dağıstanlı gewann dort gegen Edvin Vesterby und Göte Persson im Bantamgewicht jeweils nach Punkten.
Seinen Einstand bei einer internationalen Meisterschaft gab Dağıstanlı 1954 bei der Weltmeisterschaft in Tokio im freien Stil im Bantamgewicht. Er gewann dabei auf Anhieb mit drei Schulter- und zwei Punktsiegen den WM-Titel vor dem Ungarn Lajos Bencze und Tauno Jaskari aus Finnland.
1956 kam Dağıstanlı auch erstmals zu olympischen Ehren. In Melbourne wurde er mit fünf Siegen überlegener Olympiasieger im Bantamgewicht. Einen Erfolg, den er 1960 in Rom im Federgewicht wiederholte. In Rom gelangen ihm sogar sechs Siege, sodass das Unentschieden im siebten Kampf gegen den Japaner Tamiji Sato seinen Triumph nicht verhinderte.
Zwischen den Olympischen Spielen in Rom war Dağıstanlı 1957 in Istanbul und 1959 in Teheran Weltmeister im freien Stil im Federgewicht geworden. In Istanbul gewann er alle seine Kämpfe, in Teheran musste er ein Unentschieden gegen Muhamad Ahkbar aus Pakistan hinnehmen. 1955 und 1958 fanden keine Weltmeisterschaften im freien Stil statt.
1958 weilte Dağıstanlı mit einer türkischen Ringerauswahl auch in der Bundesrepublik Deutschland. Er legte dabei in vier Freundschaftskämpfen seine Gegner Klaus Rost, Erwin Schuster, Johann Argstatter und Gawlinski auf die Schultern.
Mustafa Dağıstanlı, der nach den Olympischen Spielen 1960 seine aktive Laufbahn als Ringer beendete, war zwischen 1954 und 1960 einer der besten Freistilringer der Welt im Bantam- bzw. Federgewicht. Er gewann in jenen Jahren bis auf eine alle großen Meisterschaften bzw. Turniere, an denen er teilnahm. Lediglich beim World Cup 1958 in Sofia belegte er im Federgewicht nur den zweiten Platz hinter dem sowjetischen Sportler Nurik Muschegijan, weil er in diesem Turnier zweimal Unentschieden rang und Muschegijan nur einmal.
Nach seiner aktiven Zeit als Ringer betätigte sich Mustafa Dağıstanlı als Politiker und Geschäftsmann in Samsun. Für seine Verdienste um den Ringersport wurde er im September 2009 in die FILA International Wrestling Hall of Fame aufgenommen. Er starb im September 2022 im Alter von 91 Jahren.

## Internationale Erfolge
(OS = Olympische Spiele, WM = Weltmeisterschaft, F = freier Stil, GR = griech.-röm. Stil, Ba = Bantamgewicht, Fe = Federgewicht, damals bis 57 kg bzw. 62 kg Körpergewicht)
- 1954, 1. Platz, WM in Tokio, F, Ba, mit Siegen über W. Gigijadse, Sowjetunion, Mohammad Mehdi Yaghoubi, Iran, James Rose, USA, Lajos Bencze, Ungarn u. Tauno Jaskari, Finnland;
- 1955, 1. Platz, Mittelmeerspiele in Barcelona, GR, Ba, vor Spas, Syrien u. Abdelizif, Ägypten;
- 1956, 1. Platz, World Cup in Istanbul, F, Ba, mit Siegen über Bayram Djabbar, Iran, Tadeusz Trojanowski, Polen, Alexander Maissuradze, UdSSR u. Minuro Iuzuka, Japan;
- 1956, Goldmedaille, OS in Melbourne, F, Ba, mit Siegen über Minoru Iuzuka, Lee Allen, USA, Fred Kämmerer, Deutschland, Mohammad Mehdi Yaghoubi u. Michail Schachow, UdSSR;
- 1957, 1. Platz, WM in Istanbul, F, Fe, mit Siegen über Franz Swoboda, BRD, Antonio Fasciano, Italien, Géza Hoffmann, Ungarn, Motokazu Motohashi, Japan, Norik Muschegijan, UdSSR u. Hossein Ebrahimian, Iran;
- 1958, 2. Platz, World Cup in Sofia, F, Fe, mit Siegen über Zurawsky, Polen u. Stancho Kolew Iwanow, Bulgarien u. Unentschieden gegen Mohammad Mehdi Yaghoubi u. Nurik Muschegijan;
- 1959, 1. Platz, Turnier in Savona, F, Fe, vor Lettere, Italien, Harro Häßler, BRD u. Contre, Frankreich;
- 1959, 1. Platz, WM in Teheran, F, Fe, mit Siegen über Géza Hoffmann, Ahmad Sayed Kasim, Irak, Erkki Penttilä, Finnland u. Stancho Kolew Iwanow u. einem Unentschieden gegen Muhamad Akhbar, Pakistan;
- 1960, 1. Platz, Balkanmeisterschaft in Burgas, F, Fe;
- 1960, Goldmedaille, OS in Rom, F, Fe, mit Siegen über Erkki Penttilä, József Kellermann, Ungarn, Johann Marte, Österreich, Joseph Mewis, Belgien, Muhamad Akhbar u. Stancho Kolew Iwanow u. einem Unentschieden gegen Tamiji Sato, Japan

## Wichtigste Länderkämpfe
- 1953, Schweden gegen Türkei, F, Ba, Punktsieger über Edvin Vesterby,
- 1953, Schweden gegen Türkei, F, Ba, Punktsieger über Göte Persson,
- 1955, Schweiz gegen Türkei, F, Fe, Schultersieger über Hans Widmer,
- 1955, Schweden gegen Türkei, F, Fe, Schultersieger über Lasse Börjesson,
- 1956, Ungarn gegen Türkei, GR, Fe, Schulterniederlage gegen Imre Polyák,
- 1956, Ungarn gegen Türkei, F, Fe, Punktgsieg über Géza Hoffmann,
- 1958, Türkei gegen Finnland, F, Fe, Punktsieg über Erkki Penttilä